# Мічурін Геннадій Михайлович
Генна́дій Миха́йлович Мічу́рін  (*3 вересня 1897 — †12 жовтня 1970) — радянський російський актор театру і кіно. Заслужений артист РРФСР (1939).

## З життєпису
Народився 3 вересня 1897 р. Помер 12 жовтня 1970 р.
Працював у театрах Ленінграда. В кіно знімався з 1924 р.
Грав у фільмах: «Міста і роки» (1930), «В'язні» (1936), «Костянтин Заслонов» (1949) тощо, в епізодах багатьох кінокартин.

## Вибрана фільмографія
- 1924 — «Палац і фортеця»
- 1925 — «Степан Халтурін»
- 1926 — «Декабристи»
- 1927 — «Кастусь Калиновський»
- 1928 — «Золотий дзьоб»
- 1928 — «Мій син»
- 1929 — «Прапор нації»
- 1930 — «Міста і роки»
- 1933 — «Моя Батьківщина»
- 1940 — «Розгром Юденича»
- 1953 — «Честь товариша»